# Kilmihil

Kilmihil (en irlandais : Cill Mhichíl (l'église de l'archange Saint-Michel)), est un village dans la baronnie de Clonderlaw, à l'ouest du comté de Clare, en Irlande. C'est  aussi une paroisse civile et une paroisse ecclésiastique du diocèse catholique de  Killaloe. Le secteur a été classé, jusqu'en 1956, dans le  West Clare Gaeltacht, une communauté irlandophone.

## Histoire
L'église aurait été fondée par Saint-Senan vers 530 apr. J.-C. Cette église est dédiée à saint Michel. Pendant des siècles, l'endroit a été un lieu de pèlerinage, surtout en septembre car le saint se fête le 29 septembre.
En 1937, le vicaire de la paroisse, le P. Patrick O'Reilly, a restauré le puits et ses abords. Le puits est maintenant fermé, au-dessus du bâtiment se trouve la statue de Saint-Michel, protégée par une verrière.
Pendant le règne du pape Gélase Ier, (492-496), une apparition de l'Archange aurait eu lieu au sommet du mont Garganus, dans les Pouilles, en Italie. Ce rapport d'apparition et la fondation de l'église de Kilmihil ont tous deux eu lieu du vivant de saint Senan (488 - 554 apr. J.-C.). Après avoir visité Rome vers 530 apr. J.-C., Senan retourna en Irlande, souhaitant favoriser la dévotion à Michel. En voyageant de l'Île Scattery à Doolough, il s'est arrêté à Kilmihil où il a fondé l'église.

## Commodités
Le village compte deux épiceries, une pharmacie, quatre pubs, un bureau de poste et une boucherie. Parmi les autres commodités figurent la caisse populaire, la bibliothèque, le garage, le centre de santé, la crèche, le village de retraite, l'église et un centre communautaire.
Une école primaire et une école secondaire (St. Michaels Community College) sont implantées dans le village. Une autre école primaire se trouve dans le townland de Cahermurphy.

## Sports
Le Kilmihil GAA a remporté le championnat du "Clare Senior Football" en 1980, sa seule victoire dans l'histoire du championnat.
Le club de football de Kilmihil s'appelle St. Pat's.
Les sportifs olympiens Thomas O'Donahue et Michael Ryan sont nés à Kilmihil.[citation nécessaire].
Le Kilmihil Athletic Club, fondé en 1942, est l'un des plus anciens clubs d'athlétisme encore actifs du comté de Clare.

## Évènements locaux
Chaque année, le "Festival of Fun" a lieu au cours de l'August Bank Holiday weekend. Il comprend un défilé, un rallye vintage, une course de radeaux sur le lac Knockalough et diverses autres activités.

## Paroisses
La paroisse catholique de Kilmihil fait partie du diocèse catholique romain de Killaloe. L'église paroissiale est St Michael's, Kilmihil.
Kilmihil est l'une des plus grandes paroisses du West Clare. Elle est bien connue pour son sanctuaire sacré dédié à saint Michel, il attire les pèlerins en raison de son eau « sacrée ».
Partie de la baronnie historique de Clonderalaw, la paroisse civile compte 22 townlands : Ahaga, Ballydineen, Boulynameal, Carraige, Cahercanavan, Cahermurphy, Castlepark, Cloonakilla, Cragg, Glenmore, Greygrove, Kiltumper, Knockalough, Knockmore, Lack East, Lack West, Lacken, Lietrim, Lissenair, Sorrel Island, Shyan.

## Culture populaire
Kilmihil est mentionné dans plusieurs livres. O Come Ye Back to Ireland: Our First Year in County Clare, un mémoire dans lequel Niall Williams et Christine Breen, décrivent le déménagement d'un couple américano-irlandais de New York vers le chalet de leurs ancêtres (et les livres suivants When Summer's in the Meadow et The Luck des Irlandais). Kilmihil et ses environs sont également la toile de fond de la trilogie Born In de Nora Roberts.